# Satz von Straszewicz
Der Satz von Straszewicz (englisch Straszewicz's theorem) ist ein Lehrsatz des mathematischen Gebiets der Konvexgeometrie und als solcher angesiedelt zwischen den Gebieten der Geometrie und der Analysis. Er geht zurück auf eine wissenschaftliche Arbeit des Mathematikers Stefan Straszewicz aus dem Jahre 1935. Der Straszewicz'sche Satz ist verwandt mit dem Satz von Krein-Milman und behandelt die Frage, in welcher Beziehung im euklidischen Raum die exponierten Punkte und die Extremalpunkte gewisser Punktmengen zueinander stehen. Wie der Satz zeigt, bilden für eine große Klasse von Punktmengen die exponierten Punkte eine dichte Teilmenge innerhalb der Extremalpunkte.

## Formulierung des Satzes
Der Satz lässt sich zusammengefasst wie folgt darstellen:
Für eine abgeschlossene und konvexe Teilmenge {\displaystyle T\subseteq \mathbb {R} ^{n}\;(n\in \mathbb {N} )} gilt stets:
(i) Jeder Extremalpunkt von {\displaystyle T} ist Berührpunkt der Menge der exponierten Punkte von {\displaystyle T}:
{\displaystyle \operatorname {ext} {T}\subseteq {\overline {\operatorname {exp} {T}}}}.
(ii) Ist {\displaystyle T} dabei ein konvexes Kompaktum, so gilt sogar:
{\displaystyle T={\overline {\operatorname {conv} \left(\operatorname {exp} {T}\right)}}}.

## Analogon für normierte Räume
Der US-amerikanische Mathematiker Victor Klee hat im Jahre 1958 ein dem Satz von Straszewicz analoges Resultat vorgelegt für den allgemeineren Fall, dass ein normierter {\displaystyle \mathbb {R} }-Vektorraum vorliegt. Dieses Resultat wird als Satz von Klee–Straszewicz bezeichnet und lässt sich angeben wie folgt:
In einem normierten {\displaystyle \mathbb {R} }-Vektorraum {\displaystyle X} gilt für jede darin enthaltene kompakte und konvexe Teilmenge {\displaystyle T\subseteq X}
{\displaystyle \operatorname {ext} {T}\subseteq {\overline {\operatorname {exp} {T}}}}
und
{\displaystyle T={\overline {\operatorname {conv} \left(\operatorname {exp} {T}\right)}}}.

## Erläuterungen und Anmerkungen
- Ein exponierter Punkt von {\displaystyle T} ist ein Punkt {\displaystyle p\in T}, zu dem eine {\displaystyle T}-Stützhyperebene {\displaystyle H\subset X} existiert, so dass {\displaystyle H\cap T=\{p\}} gilt. Die Menge der exponierten Punkte von {\displaystyle T} wird mit {\displaystyle \operatorname {exp} {T}} bezeichnet.[9][10]
- Für eine konvexe Teilmenge von {\displaystyle X} ist stets jeder ihrer exponierten Punkte auch ein Extremalpunkt und jeder ihrer Extremalpunkte stets auch einer ihrer Randpunkte. Es gilt also in diesem Falle {\displaystyle \operatorname {exp} {T}\subseteq \operatorname {ext} {T}\subseteq \partial {T}}.[11]
- Der Satz von Straszewicz wird in der Monographie von Kurt Leichtweiß auch als Darstellungssatz von Straszewicz bezeichnet, wobei sich Leichtweiß lediglich auf die obige Mengengleichung bezieht.[12]